# Leserreporter
Leserreporter sind Personen, die den Print- oder Onlinemedien Texte und Bilder zur Veröffentlichung anbieten oder Hinweise zu Themen oder Ereignissen geben. Sie sind keine Journalisten mit einschlägiger medienspezifischer Qualifikation.

## Geschichte
Vor dem Entstehen des modernen Journalismus mit einem definierten System von Redaktionen und Journalisten waren in Publikationen Beiträge nicht in Amateur- und Journalistenbeiträge unterscheidbar. Ab dem 19. Jahrhundert entwickelte sich der Journalist als Beruf, der vornehmlich von Akademikern ausgeübt wurde. Zu Beginn des 20. Jahrhunderts wurde der steigende Informationsbedarf aber zunehmend durch die Anwerbung unausgebildeter Zuträger als Nachrichtenlieferanten gedeckt.

### 20. Jahrhundert
Jens-Christian Wagner beschreibt in einer zeitgeschichtlichen Betrachtung die Nutzung von Leserreportern durch den Stürmer auch als Beispiel öffentlichen Denunziantentums.
West-Berliner Zeitungen boten in den 1960er Jahren ein Honorar von 20 DM für Meldungen an die Redaktionen.
In der DDR griffen Tageszeitungen oft auf regionale Berichterstattung zurück, ein System von Volkskorrespondenten wurde dazu ins Leben gerufen. Es gab keine Themenwünsche, für die veröffentlichten Beiträge auch keinerlei Honorar.
Seine Wurzeln hat der Einsatz von Leserreportern als Informationszuträger im Konzept des Bürgerjournalismus. Die Leserreporter dienen dabei häufig als schneller Weg zu aktuellen Informationen. Zudem erhöht ihr Einsatz die Bindung des Lesers an das Zeitungsformat.

### 21. Jahrhundert
Während Leserreporter früher hauptsächlich Informationen und überarbeitbare Textbeiträge lieferten, geht der Trend zum Einsatz des Lesers als Fotojournalist oder Videojournalist.
Seit Mitte 2006 rufen der Stern und die BILD gezielt und großformatig zum Einsenden von Fotos auf und honorieren deren veröffentlichte Fotografien. BILD bietet zurzeit 50 bis 250 Euro pro Bild eines Leserreporters. „Der Leserreporter ist eine unglaubliche Erweiterung der Recherche- und Berichterstattungsmöglichkeiten und erhöht gleichzeitig ungeheuer die Leser-Blatt-Bindung“, erklärte Nicolaus Fest, ehemaliges Mitglied der Bild-Chefredaktion. Der Stern bietet für Bildeinsendungen eine an den Tarifen der Mittelstandsgemeinschaft Foto-Marketing orientierte Vergütung, die etwa bei 140 Euro liegt. Andere Medien wie BBC oder die Saarbrücker Zeitung lehnen eine Bezahlung für sogenannten User-Generated-Content ab. Die Beiträge von Leserreportern werden im Boulevardbereich vielfach redaktionell überarbeitet und umgeschrieben.
Außer Internet und Zeitungen verwenden auch Fernsehsender von Amateuren eingesendetes Bild- und Videomaterial, sofern keine professionellen Aufnahmen vorliegen, in großem Umfang zuerst die CNN nach dem Tsunami 2004. Die Einsender waren Touristen. Sie wurden nicht als Reporter bezeichnet.
In einer Weiterführung des Konzepts setzt Andre Zalbertus Hobby-Reporter als Live-Berichterstatter im Lokalfernsehen center.tv ein. Ende 2009 erweiterte er das Konzept nochmals um eine Community der Hobbyreporter mit einem eigenen kostenpflichtigen Presseausweis.
Einen anderen Weg geht das Portal myheimat.de: Regionalzeitungsverlage können die Nachrichten, die auf der Seite von unentgeltlichen Hobbyautoren verfasst wurden, gegen eine Lizenzgebühr zur Generierung mikroregionaler Inhalte einsetzen, indem sie myheimat-Beiträge mit Autorenkennzeichnung in ihren Tageszeitungen, Stadtmagazinen oder Anzeigenblättern abdrucken. Zurzeit werden Beiträge von myheimat in 23 Tageszeitungen und Anzeigenblättern abgedruckt sowie in 31 eigenständigen Stadtmagazinen mit einer aktuellen Gesamtauflage von über 1,3 Millionen Exemplaren (Stand: April 2010).
Die seit 2008 erscheinende Gießener Zeitung bezeichnet sich als „Deutschlands erste Mitmachzeitung“.
Die Tageszeitung Berliner Morgenpost hatte im Jahr 2012 eine große Aktion gestartet, um Leserreporter aus den Berliner Kiezen oder Ortsteilen zu gewinnen. Die Berichterstattung über aktuelle und regionale Ereignisse samt der Bereitstellung eines Fotos in der Online-Ausgabe der MoPo durch die Leserreporter war das Ziel. Als Arbeitshilfe erhielten die ausgewählten rund 20 Personen ein iPad, für dessen Nutzung die Morgenpost die Gebühren trug, andere Vergütungen gab es nicht. Mit dem Verkauf der Tageszeitung an die Funke Mediengruppe wurden die Leserreporter sang- und klanglos fallengelassen, in einer Rundmail teilte der Chefredakteur des Bereichs Online im Juli 2014 mit: „Pause für die Leserreporter“. Zusätzlich wurden alle Beiträge gelöscht. Der Versuch mehrerer engagierter Leserreporter, eine Fortführung oder zumindest einen vernünftigen Abschluss zu erreichen, scheiterte.
Insbesondere im Bereich des Datenjournalismus erhalten ehrenamtliche Leser-Redakteure erneut Bedeutung durch die Crowd sourcing genannte Auslagerung der Datenauswertung an die Nutzer.

## Kritik
Fachleute sehen insbesondere die Verwendung von Bildmaterial, das durch Leserreporter beigesteuert wird, vielfach kritisch. Der Deutsche-Journalisten-Verband erklärte, die Arbeit von gut ausgebildeten und professionell arbeitenden Bildjournalisten werde durch die Verwendung des Materials von Hobbyfotografen entwertet.
Die Bonner Initiative Qualität im Journalismus schrieb im Oktober 2006: „Bürgerreporter sammeln Informationen über Personen, ohne hinreichende Kenntnisse über Persönlichkeitsrechte, Datenschutz, die Bedingungen verdeckter Recherche sowie über ethische Standards journalistischer Arbeit zu haben. Bürgerreporter […] sind selbst unkalkulierbaren Haftungs- und Strafrisiken ausgesetzt.“
Beim Transrapid-Unglück stammte das von der Bild veröffentlichte Foto von einem der Feuerwehrmänner, während eine Bild-Leserin mit einem Hobby-Piloten trotz eines dort vorübergehend verhängten Flugverbotes über der Unglücksstelle kreiste und die Rettungshubschrauber behinderte.
Der Präsident des Deutschen Feuerwehrverbandes befürchtet noch mehr Probleme mit Schaulustigen und empfahl Feuerwehrleuten, am Einsatzort keine privaten Foto- oder Filmaufnahmen zu machen.